# Himantormia
Гімантормія (Himantormia) — рід лишайників родини Parmeliaceae. Назва вперше опублікована 1964 року.

## Класифікація
Згідно з базою MycoBank до роду Himantormia відносять 2 офіційно визнані види, знайдені в Антарктиді:
- Himantormia deusta
- Himantormia lugubris